# Pedro Nel Ospina
Pedro Nel Ospina Vázquez (Santa Fé de Bogotá, 18 settembre 1858 – Medellín, 1º luglio 1927) è stato un politico colombiano.
Figlio di Mariano Ospina Rodríguez (presidente della Colombia dal 1857 al 1861) nacque nel palazzo presidenziale durante il mandato del padre, fu generale durante la Guerra dei mille giorni. Nel 1901 fu nominato Ministro della Guerra da José Manuel Marroquín.
Il presidente Carlos Eugenio Restrepo lo nominò ambasciatore negli Stati Uniti nel 1910, al rientro nel paese fu eletto al congresso e in seguito Governatore di Antioquia.
Fu presidente della Colombia dal 1922 al 1926.